# Kid Kanal
Kid Kanal foi um espaço infantil da TVI, com parceria da Nickelodeon, que transmitia a programação original do canal. Esteve no ar, entre 17 de novembro de 2012 e 28 de dezembro de 2014, nas manhãs de fim de semana.

## Origem
Antes do lançamento do espaço Kid Kanal, a TVI já emitia "Spongebob Squarepants" e vários outros desenhos no bloco "Animação". Mas foi a partir de 2012 que se decidiu reforçar a programação da Nickelodeon no canal aberto, e assim nasceu o Kid Kanal. A parceria entre os dois canais ocorreu em 2012, onde o canal TVI começou a transmitir mais programação do canal Nickelodeon, apresentando ao publico infantil outros destaques do canal, em particular aos que não tinham (ou não pudessem ter) a operadora NOS.  

## Programas transmitidos no "Kid Kanal"
- Dora, a Exploradora (17 de novembro de 2012 - 2014)

- Fanboy e Chum Chum (2014 - 27 de dezembro de 2014)
- O Panda do Kung Fu: Lendas do Altamente (17 de novembro de 2012 - 2013)
- Spongebob Squarepants (2012 - 27 de dezembro de 2014) (já era transmitido desde 2009)
- Tartarugas Ninja (2012) (2013 - 2014)

## Filmes transmitidos
- Spongebob Squarepants: O Filme (25 de dezembro de 2012)